# مصطفى القرشاوي
مصطفى القرشاوي صحفي وكاتب مغربي من مواليد مدينة قلعة السراغنة في 1 يوليو 1939. توفي في 27 أبريل 2005.

## مسيرته
وُلد مصطفى القرشاوي بتاريخ 1 يوليو 1939 بالجعافرة دوار القراشنة بجماعة رأس العين قلعة السراغنة، تابع دراسته بثانوية ابن يوسف بمراكش بعدها عمل مدرسا بعدة مناطق، التحق بسلك التعليم بشكل رسمي سنة 1957، شارك في انتفاضة 25 يناير 1959، ثم استقر بالدارالبيضاء في بداية الستينات، قادما من مراكش وانخرط بكل كيانه في جميع المحطات النضالية بهذه المدينة في الميادين السياسية والنقابية والإعلامية والثقافية. في سنة 1962 انتخب عضوا في المجلس الوطني لحزب القوات الشعبية. وفي السنة نفسها انخرط في الصحافة الاتحادية. بعد اعتقالات 1963 الواسعة التي تعرض لها الاتحاديون، وبعد توقيف جريدة «التحرير» في يوليوز 1963 التي كان يُصدرها الحزب، أصدر مع ثلة من المناضلين الاتحاديين جريدة «الأهداف»، حيث تحمل رئاسة تحريرها من بداية سنة 1964 مع آخرين وذلك لسد الفراغ التنظيمي أثناء الحملة القمعية لأوفقير، هذه الجريدة تعرضت للمنع وللمحاكمة بتاريخ 9 أبريل 1964، التهمة كانت حول نشرها لتغطية عن محاكمة ما يسمى بالمؤامرة. كان القرشاوي من المؤسسين لمجلة الرائد سنة 1967 حيث كان رئيس تحريرها، كما ساهم في تعزيز أسبوعية «فلسطين» سنة 1968. قام مصطفى القرشاوي بدور كبير في تنظيم التظاهرات التي تلت حرب يونيو 1967، مما جعل أجهزة القمع تكلف أحد أعوانها بتعقبه خلال التظاهرة وضربه على فمه حتى سقطت أسنانه الأمامية، وظل على عادة أهل مراكش، ينتظر سنوات مبررا امتناعه عن إصلاح أسنانه بأنها من آثار العدوان، تحمل مسؤولية رئيس تحرير المحرر منذ سنة 1966. من المؤسسين لجمعية مساندة الكفاح الفلسطيني بالمغرب، ساهم وأطر اتحاد كتاب المغرب في بداية السبعينات، بتعاون مع الكتاب الوطنيين الديمقراطيين. تكثف نضاله أواخر الستينات وبداية السبعينات على الصعيد الحزبي، حيث توطدت علاقته بعمر بن جلون وشارك إلى جانبه في حركة 30 يوليوز 1972، ساهم في تأسيس النقابة الوطنية للتعليم سنة 1966، والمركزية الكونفدرالية الديمقراطية للشغل سنة 1978. تعرض للاعتقالات والملاحقات سنة 1970، في 9 مارس 1973 حوكم صحبة إخوانه الاتحاديين أمام المحكمة العسكرية التي برأته، ليختطف من باب السجن وينقل ورفاقه إلى معتقل سري بتمارة قضى به عدة شهور، شارك في الإعداد للمؤتمر الاستثنائي للاتحاد الاشتراكي للقوات الشعبية وانتخب لعضوية اللجنة الإدارية الوطنية للاتحاد الاشتراكي في المؤتمر الاستثنائي في يناير 1975، وهي مهمة أسندت له في المؤتمر الثالث سنة 1978. انخرط في المسلسل الانتخابي في خريف 1976 وأفلح رغم المضايقات في تشكيل تحالف وطني ديمقراطي ترأسه لتسيير جماعة عين الذئاب بالدارالبيضاء، والتي شكلت نموذجا مشرقا في تدبير الشأن المحلي، أثار حقد إدريس البصري قيدوم وزارة الداخلية بالمغرب، الذي قرر ألا تتكرر تلك التجربة فمسح اسم تلك الجماعة نهائيا وقسمها إلى جماعات سماها سيدي بليوط وآنفا، في سنة 1977 سيتقدم القرشاوي للانتخابات التشريعية في دائرة البرنوصي بالدارالبيضاء. 
تعرض القرشاوي للاعتقال يوم 21 يونيو 1981، على إثر الإضراب العام يوم 20 يونيو 1981، كان أنذاك رئيسا لتحرير جريدة «المحرر» إضافة لرئيس جماعة عين الذئاب، وتم منع جريدة «المحرر» من الصدور، وأثناء الاعتقال كان البحث معه حول بعض الكلمات التي كان يكتبها في ركن «بصراحة» بجريدة «المحرر». قضى ما يقرب من 11 شهرا في السجن، وتم الإفراج عنه بعد الانتخابات الجماعية كي لا تتاح له فرصة المشاركة فيها وذلك أواخر سنة 1983. شارك في الانتخابات البرلمانية وفاز بمقعد نيابي عن إحدى دوائر عمالة آنفا بالدارالبيضاء سنة 1984، وفي السنة نفسها انتخب عضو بالمكتب السياسي للاتحاد الاشتراكي للقوات الشعبية في يوليوز 1984 في المؤتمر الوطني الرابع للاتحاد الاشتراكي. 
اشتغل صحافيا بالمحرر، ثم بجريدة الاتحاد الاشتراكي. انضم إلى اتحاد كتاب المغرب سنة 1968.
له مجموعة مقالات بالصحف الوطنية المغربية: الهداف، المحرر، الاتحاد الاشتراكي، وغيرها.
نُشرت له عدة مقالات سياسية ونقابية وفكرية وشارك في العديد من اللقاءات والندوات والمناظرات داخل الوطن وخارجه. لعب دورا بارزا في حقل الصحافة الاتحادية، من جريدة «التحرير» و «الأهداف» و«فلسطين» و«المحرر» و«الاتحاد الاشتراكي» كان يشكل عنصرا رئيسيا في بلورة الخط التحريري لصحافة الاتحاد الاشتراكي للقوات الشعبية. رفض توشيحه من طرف إدريس البصري وزير الداخلية والإعلام، أثناء المناظرة الوطنية الأولى للإعلام والاتصال بالرباط أيام 29-30-31- مارس 1993، حيث بمجرد أن اقترب موعد دوره للتوشيح، حتى انسحب بهدوء من القاعة كي يسجل الغياب وحتى لا يصافح قيدوم وزارة الداخلية والإعلام.
انعزل عن السياسة والكتابة بعد أن تعب واشتد به المرض، إلى أن توفي في 27أبريل 2005 بعد طول معاناة مع المرض عن عمر يناهز 66 سنة.

## من أعماله
- قضايا راهنة، منشورات شراع، 1996.